# Zespół ADULT
Zespół ADULT (ang. ADULT syndrome, acro-dermato-ungual-lacrimal-tooth syndrome) – rzadki zespół wad wrodzonych, spowodowany mutacjami w genie TP63L w locus 3q27. Został opisany po raz pierwszy w 1993 roku.

## Fenotyp
ADULT to akronim od nazw głównych objawów zespołu.
- nieprawidłowości akralnych części kończyn (A-acro) – ektrodaktylia, syndaktylia
- nieprawidłowości skóry i jej przydatków (D- dermato) dysplazja paliczków i paznokci, hipoplazja sutków i brodawek sutkowych, liczne piegi
- atrezja przewodów łzowych (L-lacrimal)
- alopecja
- pierwotna hipodoncja (T-teeth).